# 寺島しのぶ
寺島 しのぶ（てらじま しのぶ、1972年12月28日 - ）は、日本の女優。本名は、寺嶋 グナシア 忍（てらじま グナシア しのぶ）。旧姓名は、寺嶋 忍（てらじま しのぶ）。
京都府京都市生まれ、東京都出身。アプティパ所属。

## 略歴
2000年に映画『シベリア超特急2』で映画デビューを果たす。
2003年に公開された映画『赤目四十八瀧心中未遂』に主演する。背中一面に迦陵頻伽の入れ墨を入れた姿をさらすシーンやセックスシーンなどがあり、母が止めるのを振り切って自ら出演を決め、下層の暮らしを送る主人公をここではない世界へと誘う濃密な魅力を持った女・綾を演じた。
同年に映画『ヴァイブレータ』に出演した。こちらは偶然出会った長距離運転手のトラックに乗って短い旅をする女・早川玲役。フリーライターの仕事をするうちに他人の思考や言葉に精神を支配されていく玲が、男と体を交わすことで次第に解放され、本能がほどけていくさまを生々しく演じた。
2003年に出演した映画『赤目四十八瀧心中未遂』『ヴァイブレータ』『ゲロッパ!』での演技が認められ、第27回日本アカデミー賞最優秀主演女優賞を始め、日本国内外で10以上の映画賞を受賞した。大胆なヌードシーンについては、母の富司純子（藤純子）から「あなたがヌードになるなら私は自殺する」と猛反対を受け、大げんかになった。舞台に関しても、第3回バッカーズ演劇奨励賞を受賞した。
以後も、2004年は映画『Tokyo Tower』に出演し、第29回日本アカデミー賞優秀助演女優賞を受賞。2007年には映画『愛の流刑地』に出演し、第31回日本アカデミー賞優秀主演女優賞を受賞するなど、愛に生きる女性の姿を心と体の両面から演じていくことへ圧倒的な力を見せつける。
2008年に映画『ハッピーフライト』ではプロフェッショナルなキャビンアテンダント役を演じた。
2009年の映画『守護天使』ではパワフルな鬼嫁役などライトな作品にも出演している。その後、2008年には、シアタークリエ『私生活』の演技で平成20年度（第63回）文化庁芸術祭賞（演劇部門・関東参加公演の部）優秀賞を受賞する。
2010年には、若松孝二監督の映画『キャタピラー』で、1964年の左幸子、1975年の田中絹代に次ぎ日本人として35年ぶりにベルリン国際映画祭（世界三大映画祭の1つ）の最優秀女優賞（銀熊賞）を受賞。他にも、第84回キネマ旬報賞主演女優賞、第65回毎日映画コンクール女優主演賞、第53回ブルーリボン賞主演女優賞、第34回日本アカデミー賞優秀主演女優賞を受賞した。
2013年には映画『ヘルタースケルター』に出演し、第36回日本アカデミー賞優秀助演女優賞を受賞した。
2018年5月29日から6月3日までドイツ・フランクフルトで開催された第18回ニッポン・コネクションにて、主演作『オー・ルーシー！』が観客によって選ばれるニッポン・シネマ部門の最優秀作品賞にあたるニッポンシネマアワードを受賞。あわせて寺島本人がニッポン名誉賞を受賞した。

## 人物
- 松濤幼稚園（渋谷区松濤）を経て、青山学院初等部、青山学院中等部・高等部と進学し、中等部時代はバレーボール部、高等部時代はハンドボール部に所属しエースを務めるなどで活躍した。また、高校時代は寺島がボーカルで楽器隊は男子生徒のバンドを組んで学園祭でレベッカなどをコピーして演奏していた。
- 男社会である歌舞伎の家系に生まれたことで、自分の存在に対して複雑な気持ちを抱きながら子供時代を過ごしたという。事実、『情熱大陸』では、男に生まれていたら、歌舞伎役者になりたかったと語っている。また、幼少期はジャガー横田やクラッシュギャルズに憧れ、プロレスラーになりたかった。その後、父親ともプロレスをやったが、何度やっても勝てないため、悔し泣きしたこともあったという。
- 父親の親友であった太地喜和子の勧めで女優を志し、青山学院大学文学部在学中だった1992年（平成4年）に文学座に入団した。1996年（平成8年）に退団したが、その際には同劇団の看板女優、杉村春子から「フリーになっても頑張って」とエールを送られたという[5][6]。その後は、蜷川幸雄、江守徹、久世光彦といった演劇界の大御所に度々起用され、着実に演技の幅を広げ、それに伴う数多くの演劇賞を受賞した。
- 青山学院大学文学部卒業。身長163cm、スリーサイズはB80/W60/H83。
- 父は歌舞伎役者の七代目尾上菊五郎、母は女優の富司純子、父方の祖父は七代目尾上梅幸、母方の祖父は東映の俊藤浩滋プロデューサー、弟は歌舞伎役者の五代目尾上菊之助という演劇・俳優一家に生を受け、大学在学中より舞台、テレビドラマを中心に活躍している。
- CNNの「まだ世界的に名前は売れていないが、演技力のある日本の俳優7人」の一人に選ばれた。父方の曽祖父は六代目尾上菊五郎で、大叔父には二代目尾上九朗右衛門、二代目大川橋蔵がいる（ただし、祖父の梅幸とは血がつながっていない）。母方の従兄弟は俳優の俊藤光利。六代目中村勘九郎・二代目中村七之助・二代目尾上右近は父方の再従兄弟にあたる（寺島の祖父と勘九郎・七之助の祖母と右近の祖母同士が兄妹のため）。また、十二代目市川團十郎・四代目尾上松緑・萬屋錦之介・二代目中村獅童・九代目中村福助・八代目中村芝翫・前田愛・三田寛子・小林麻耶・鶴田浩二などと縁戚関係にある。
- 2003年公開の『赤目四十八瀧心中未遂』[7]で第27回日本アカデミー賞最優秀主演女優賞を、『ヴァイブレータ』では東京国際映画祭女優賞を受賞。2010年には、『キャタピラー』で、1964年の左幸子、1975年の田中絹代に次ぎ日本人として35年ぶりにベルリン国際映画祭（世界三大映画祭の1つ）の銀熊賞（最優秀女優賞）を受賞した[8]。
- 2022年公開の映画『あちらにいる鬼』では尼僧で作家の瀬戸内寂聴をモデルにした主人公を演じ、剃髪シーンの撮影では実際に自分の髪をすべてそり落とした[9]。

### 家族
- 2007年（平成19年）2月26日、日本在住のユダヤ系フランス人アートディレクター、ローラン・グナシア（Laurent Ghnassia）と結婚した[10]。グナシアには、既に別の女性との間に一人娘がおり、実子として認知しているという[10]。国際結婚であり、夫婦の共通の言語は「心と心で伝わる英語」「シングリッシュ（心グリッシュ）」とコメントして話題となった[11]。
- 2012年9月11日、第一子となる男児を出産。歌舞伎俳優にしてもいいと語った[12]。なお、ハーフの歌舞伎俳優には、十五代目市村羽左衛門という前例がある。その後、自身の仕事を極力抑えて、長男に役者に必要な稽古を身につけさせるため付き添い、奮闘した。その姿はドキュメンタリー番組「寺島しのぶと眞秀君 奮闘記」で密着取材されて定期的に放送された。長男は寺嶋眞秀の名で幼児の頃から歌舞伎の舞台に立ち、また、子役としてテレビドラマなどにも出演。2023年5月2日、初代尾上眞秀と名を改め、歌舞伎座にて初舞台を踏んだ[13]。
- 十三代目市川團十郎白猿が姉弟の幼馴染で友人。海老蔵も彼女に飛び膝蹴りを食わされたことがあるという。弟・菊之助が二代目中村吉右衛門の四女と結婚したため（しのぶの弟・菊之助の妻が團十郎と再従兄弟）、團十郎とは親戚となった。
- 苗字の読みは以前、「てらしま」だったが、結婚を報告した文書で「Terajima」と表記して以降「てらじま」となる。母は自分の映画を自身に見せることもなく、今までも見たことがない。文学座に入る時、太地喜和子に「あなた、絶対にお母さんの映画は見ない方がいいわ。女優を辞めたくなるから」と言われたことが理由。「ジョークかもしれないけど、それが子どもながらに頭に残って、見ちゃいけないと思うようになってしまった」という[14][リンク切れ]。

### 出来事
2015年2月23日にWOWOWで生放送された「第87回アカデミー賞授賞式」では、作品賞・監督賞・脚本賞・撮影賞を受賞し放送当時日本では未公開だった『バードマン あるいは（無知がもたらす予期せぬ奇跡）』のラストシーン及び助演女優賞に輝いた『6才のボクが、大人になるまで。』のオチについて堂々とネタバレを話し、大ひんしゅくを買う騒ぎがあった。

### 健康問題
2025年2月18日、同年1月にラムゼイ・ハント症候群と診断され入院していたことを明らかにした。

## 受賞歴
- 2003年
  - 第16回東京国際映画祭 優秀女優賞（『ヴァイブレータ』）[17]
  - 第28回報知映画賞 主演女優賞（『赤目四十八瀧心中未遂』）
- 2004年
  - 第77回キネマ旬報ベスト・テン
    - 主演女優賞（『ヴァイブレータ』『赤目四十八瀧心中未遂』）
    - 新人女優賞（『ヴァイブレータ』『赤目四十八瀧心中未遂』『ゲロッパ!』）

  - 第46回ブルーリボン賞 主演女優賞（『赤目四十八瀧心中未遂』『ヴァイブレータ』）
  - 第58回毎日映画コンクール 女優主演賞（『赤目四十八瀧心中未遂』）
  - 第16回日刊スポーツ映画大賞・石原裕次郎賞 主演女優賞（『赤目四十八瀧心中未遂』）
  - 第27回日本アカデミー賞 最優秀主演女優賞（『赤目四十八瀧心中未遂』）[18]
- 2006年
  - 第29回日本アカデミー賞 優秀助演女優賞（『Tokyo Tower』）
- 2008年
  - 第31回日本アカデミー賞 優秀主演女優賞（『愛の流刑地』）[19]
- 2011年
  - 第60回ベルリン国際映画祭 銀熊賞（女優賞）（『キャタピラー』）
  - 第84回キネマ旬報ベスト・テン 主演女優賞（『キャタピラー』）
  - 第65回毎日映画コンクール 女優主演賞（『キャタピラー』）
  - 第53回ブルーリボン賞 主演女優賞（『キャタピラー』）
  - 第34回日本アカデミー賞 優秀主演女優賞 （『キャタピラー』）[20]
  - 第37回放送文化基金賞 演技賞（土曜ドラマ 岡本太郎生誕100年企画『TAROの塔』）[21]
- 2013年
  - 第36回日本アカデミー賞 優秀助演女優賞（『ヘルタースケルター』）[22]
- 2018年
  - 第18回ニッポン・コネクション ニッポン名誉賞
- 2021年
  - 第46回報知映画賞 助演女優賞（『ヤクザと家族 The Family』、『キネマの神様』、『空白』）[23]
- 2023年
  - 第77回毎日映画コンクール 田中絹代賞

## 出演

### テレビドラマ
- 詩城の旅びと（1989年10月9日 - 11月6日、NHK総合） - 木村美香（主人公の娘） 役[注 1]
- 大河ドラマ（NHK総合）
  - 琉球の風（1993年） - 尚寧王妃 役※父の尾上菊五郎が尚永王役、また母の富司純子が尚永王妃役で共演し、配役のうえでも親子を演じた
  - 八代将軍吉宗（1995年） - お逸 役
  - 北条時宗（2001年） - 禎子 役※母の富司純子が松下禅尼役で出演している
  - 武蔵 MUSASHI（2003年） - 亜矢 役
  - 龍馬伝（2010年） - 坂本乙女 役
  - いだてん〜東京オリムピック噺〜（2019年） - 二階堂トクヨ 役
  - どうする家康（2023年） - ナレーター / 福 役
- 花嫁介添人がゆく (11) 花嫁泥棒! （1996年、関西テレビ）
- 八つ墓村（1995年10月13日、フジテレビ） - 田治見春代 役
- 藤沢周平の用心棒日月抄　第1話「愛を欲しがる女」（1997年7月10日、テレビ朝日） - おとよ 役
- 元旦特別企画・松本清張原作「天城越え」（1998年1月1日、TBS） - 娼婦 役
- 愛しすぎなくてよかった（1998年1月8日 - 3月19日、テレビ朝日） - 伊藤和可子 役
- ラブとエロス（1998年7月2日 - 9月17日、TBS） - 木下はま子 役
- 幽婚（1998年、中部日本放送） - 畑中佐和 役
- 火曜サスペンス劇場 救急指定病院 (10) （1999年10月19日、日本テレビ） - 間宮環 役
- 月曜ミステリー劇場 弁護士高見沢響子 (4) （2001年5月7日、TBS） - 浅野薫 役
- おらが春（2002年、NHK-BShi）
- 剣客商売（2003年 - 2005年、フジテレビ） - 秋山（佐々木）三冬 役
- 女と愛とミステリー「十年〜妻が夫を裏切った日」（2004年1月25日、テレビ東京 / BSジャパン） - 溝口由喜子 役[24]
- 絶壁〜山岳警備隊・疾走る（2004年、NHK総合）
- 冬の運動会（2005年1月4日、日本テレビ） - 江口加代 役
- おとなの夏休み（2005年7月6日 - 9月7日、日本テレビ） - 琴原みゆき 役 ※初主演
- 太宰治物語（2005年10月10日、TBS） - 津島美知子 役
- ドラマW（WOWOW）
  - 春、バーニーズで（2006年2月19日） - 筒井瞳 役
  - 向田邦子 イノセント 第1話「隣りの女」（2012年3月24日） - 主演・時沢サチ子 役
- 連続テレビ小説（NHK総合）
  - 純情きらり（2006年） - 有森（杉）笛子 役
    - 前年の「太宰治物語」に続き、太宰治夫人である津島美知子に相当する役を演じている。

  - あさが来た（2015年） - 今井梨江 役
- 真実の手記 BC級戦犯 加藤哲太郎「私は貝になりたい」（2007年8月24日、日本テレビ） - 戦犯の妻 役
- 四つの嘘（2008年7月10日 - 9月4日、テレビ朝日） - 西尾満希子 役
- 警官の血（2009年2月7日・8日、テレビ朝日） - 駒井君江 役
- ニセ医者と呼ばれて 〜沖縄・最後の医介輔〜（2010年12月9日、読売テレビ） - 宮前ハナ 役
- TAROの塔（2011年2月26日 - 4月2日 NHK総合） - 岡本かの子 役
- 連続ドラマW（WOWOW）
  - 下町ロケット（2011年8月21日 - 9月18日） - 神谷涼子 役
  - ソドムの林檎〜ロトを殺した娘たち（2013年3月23日 - 4月13日） - 主演・宮村恵 役
  - 湊かなえ ポイズンドーター・ホーリーマザー 第1話「ポイズンドーター」・第2話「ホーリーマザー」（2019年7月6日・7月13日） - 主演・藤吉佳香 役（足立梨花とのダブル主演）[25][26]
- 時代劇専門チャンネルPresents　鬼平外伝 熊五郎の顔（2011年11月19日、BSスカパー! / 2012年2月11日、時専ch・松竹） - 主演・お延 役
- 最強のオンナ（2014年10月5日、毎日放送） - 桐原玲子 役
- 女はそれを許さない（2014年10月21日 - 12月23日、TBS） - 主演・海老沢凛香 役【深田恭子とのW主演】
- 赤と黒のゲキジョー（フジテレビ）
  - 黒い看護婦（2015年2月13日） - 秋川美奈子 役
  - 三面記事の女たち -愛の巣-（2015年2月20日） - 小林美枝子 役
- 女性作家ミステリーズ 美しき三つの嘘 第3話「平凡」（2016年1月4日、フジテレビ） - 榎本春花 役[27][28]
- 実録ドラマスペシャル 女の犯罪ミステリー『福田和子 整形逃亡15年』（2016年3月17日、テレビ朝日） - 主演・福田和子 役[29]
- たからのとき（2017年1月27日、NHK福岡） - 主演・室井たから 役
- OH LUCY!（2017年9月16日、NHK総合） - 主演・節子 役[30]
- 都庁爆破!（2018年1月2日、TBS） - 大池由紀子 役[31]
- バイプレイヤーズ 〜もしも名脇役がテレ東朝ドラで無人島生活したら〜（2018年2月7日 - 3月7日、テレビ東京） - アンナ 役[32][33][34]
- 時効警察はじめました 第6話（2019年11月22日、テレビ朝日） ‐ 枕木葵 役[35]
- 悪魔の手毬唄〜金田一耕助、ふたたび〜（2019年12月21日、フジテレビ） - 青池リカ 役
- 女系家族（2021年12月4日・5日、テレビ朝日） - 主演・矢島藤代 役[36]
- 競争の番人（2022年7月11日 - 9月19日、フジテレビ） - 本庄聡子 役[37]
- ザ・トラベルナース（2022年10月20日 - 12月8日、テレビ朝日） - 愛川塔子 役[38][39]
  - ザ・トラベルナース（2024年10月17日 - 12月19日、テレビ朝日）[40]
- ダメマネ! -ダメなタレント、マネジメントします-（2025年4月20日 - 6月22日、日本テレビ） - 朝倉紫乃 役[41]

### ラジオ
- 伊集院光とらじおと（2021年9月15日・TBSラジオ） - ゲスト

### 映画
- シベリア超特急2 （2001年1月13日） - 安津伸江 役
- DRUG （2001年6月23日） - 柳川恵子 役
- ゲロッパ! （2003年8月16日） - 藤沢香織 役
- 赤目四十八瀧心中未遂 （2003年10月25日） - 主演・綾 役
- ヴァイブレータ （2003年12月6日） - 主演・早川玲 役
- クイール （2004年3月13日） - 仁井三都子 役
- 機関車先生（2004年7月31日） - 吉岡文子 役
- Tokyo Tower （2005年1月15日） - 川野喜美子 役
- 大停電の夜に （2005年11月19日） - 杉田礼子 役
- 男たちの大和/YAMATO （2005年12月17日） - 文子 役
- 単騎、千里を走る。 （2006年1月28日） - 高田理恵 役
- やわらかい生活 （2006年6月10日） - 主演・橘優子 役
- アキハバラ@DEEP （2006年9月2日） - 渡会藤子 役
- 待合室 （2006年11月4日） - 夏井和代 役
- 愛の流刑地 （2007年1月13日） - 入江冬香 役
- 茶々 天涯の貴妃 （2007年12月22日） - 小督 役
- ゲゲゲの鬼太郎 千年呪い歌（2008年7月12日） - 濡れ女（なみ）役
- ハッピーフライト（2008年11月15日） - 山崎麗子 役
- ラッシュライフ（2009年6月13日） - 京子 役
- 守護天使（2009年6月20日） - 須賀勝子 役
- 人間失格（2010年2月20日） - 常子 役
- キャタピラー（2010年8月15日） - 主演・黒川シゲ子 役
- 11・25自決の日 三島由紀夫と若者たち（2012年6月2日） - 平岡瑤子 役
- ヘルタースケルター（2012年7月14日） - 羽田美知子 役
- すーちゃん まいちゃん さわ子さん（2013年3月2日） - さわ子さん 役
- 千年の愉楽（2013年3月9日） - 主演・ オリュウノオバ 役
- 日本の悲劇（2013年8月31日） - 村井とも子 役
- R100（2013年10月5日）
- 蜩ノ記（2014年10月4日） - 松吟尼（お由の方） 役
- シェル・コレクター（2016年2月27日） - いずみ 役[42][43]
- 秋の理由（2016年10月29日） - 村岡美咲 役[44]
- ぼくのおじさん（2016年11月3日） - 春山節子 役
- 母 小林多喜二の母の物語（2017年2月25日） - 主演・小林セキ 役[45]
- 幼な子われらに生まれ（2017年8月26日） - 友佳 役
- オー・ルーシー!（2018年4月28日） - 主演・節子 / ルーシー役
- のみとり侍（2018年5月18日） - おみね / 千鶴 役
- 止められるか、俺たちを（2018年10月13日） - 前田のママ 役
- さくら（2020年11月13日） - 長谷川つぼみ 役[46]
- バイプレイヤーズ 〜もしも100人の名脇役が映画を作ったら〜（2021年4月9日） - 寺島しのぶ（本人）役
- Arc アーク（2021年6月25日） - 黒田永真 役[47]
- キネマの神様（2021年8月6日） - 円山歩 役
- 空白（2021年9月23日） - 草加部麻子 役[48][49]
- 天間荘の三姉妹（2022年10月28日） - 天間恵子 役[50]
- あちらにいる鬼（2022年11月11日） - 主演・長内みはる 役（豊川悦司とダブル主演）[51]
- わたしのかあさん-天使の詩-（2024年3月30日） - 主演・山川清子 役[52]
- 八犬伝（2024年10月25日） - お百 役[53]
- 国宝（2025年6月6日） - 大垣幸子 役[54]
- おーい、応為（2025年10月17日公開予定） - こと 役[55]

### 舞台
- 恋と仮面とカーニバル（1993年）
- 血の婚礼（1993年）
- 恋ぶみ屋一葉（1994年）
- 近松心中物語（1995年）
- 坊っちゃん（1996年6月4日 - 28日、新橋演舞場）
- 十一月新派特別公演 遊女夕霧（1996年）
- 十一月新派特別公演 鹿鳴館（1996年）
- ふるあめりかに袖はぬらさじ（1996年）
- 華岡青洲の妻（1996年）
- 二月新派特別公演（1997年）
- 奇跡の人（1997年）
- 常陸坊海尊（1997年）
- エイミィズ・ヴュー（1998年）
- 夏の夜の夢（1999年）
- 大正四谷怪談（1999年）
- ご存じ 浅草パラダイス（2000年）
- テンペスト（2000年）
- グリークス（2000年）
- ピカドン・キジムナー（2001年）
- プルーフ/証明（2001年）
- 喜劇 地獄めぐり（2002年）
- 欲望という名の電車（2002年）
- 詩のしの詩（2002年）
- さぶ（2003年）
- マッチ売りの少女（2003年）
- 世阿彌（2003年）
- 新・近松心中物語（2004年）
- 楡の木陰の欲望（2004年）
- 書く女（2006年）
- フール フォア ラブ（2007年）
- ヴェニスの商人（2007年）
- 血は立ったまま眠っている（2010年）
- やけたトタン屋根の上の猫（2010年11月9日 - 28日、新国立劇場小劇場）
- トップ・ガールズ（2011年4月、渋谷・シアターコクーン）
- 伯爵令嬢小鷹狩掬子の七つの大罪（2011年11月11日 - 21日、下北沢ザ・スズナリ）
- ゴーゴーボーイズ ゴーゴーヘブン（2016年7月7日 - 31日、Bunkamura シアターコクーン / 8月4日 - 13日、森ノ宮ピロティホール） - ミツコ 役[56]
- アルカディア（2016年4月6日 - 30日、Bunkamuraシアターコクーン） - ハンナ 役[57]
- 海辺のカフカ（2019年2月15日 - 23日、フランス コリーヌ国立劇場 / 2019年5月21日 - 6月9日、TBS赤坂ACTシアター）[58]
- おちょこの傘持つメリー・ポピンズ（2024年6月15日 - 25日、花園神社境内 特設紫テント）[59]
- リンス・リピート -そして、再び繰り返す-（2025年4月17日 - 5月6日、紀伊國屋サザンシアター TAKASHIMAYA / 5月10日・11日、京都劇場） - 主演・ジョーン 役[60][61]

### 歌舞伎
- 六本木歌舞伎 座頭市（2017年2月、EXシアター六本木） - 薄霧太夫／おすず[62][63]
- 錦秋十月大歌舞伎 文七元結物語（2023年10月、歌舞伎座） - 長兵衛女房お兼[64][65]

### ウェブ
- 大人の女性のためのトラベル・ウェブ・マガジン『旅色』（2009年）

### Webドラマ
- 裏切りの街（2016年2月1日 - 、全6話、dTV） - 橋本 役[66]
- 新聞記者（2022年1月13日配信、Netflix） - 鈴木真弓 役
- モダンラブ・東京〜さまざまな愛の形〜「息子の授乳、そしていくつかの不満」（2022年10月21日配信、Amazon Prime Video） - 依田陶子 役[67]
- 恋愛バトルロワイヤル（2024年8月29日、Netflix） - 幾島葉子 役[68]

### Web映画
- パレード（2024年2月29日、Netflix） - かおり 役[69]

### テレビアニメ
- アーヤと魔女（2020年12月30日、NHK） - ベラ・ ヤーガ 役[70]

### ドキュメンタリー
- 時代を越える溝口健二（2006年、角川ヘラルド映画） - ナビゲーター
- 光と影〜光市母子殺害事件 弁護団の300日〜（2008年6月7日、東海テレビ） - ナレーター
- 約束〜名張毒ぶどう酒事件 死刑囚の生涯〜（2012年6月30日、東海テレビ） - ナレーター
- 京都迎賓館 極める!京都の技とおもてなし（2013年12月14日（NHK BSプレミアム）、2014年1月3日（NHK総合））
- NHKスペシャル「戦後70年 ニッポンの肖像 - 戦後70年を越えて - 日本人は何ができるのか」（2015年8月15日、NHK総合）[71]
- ザ・プレミアム「アガサ・クリスティーの真実〜ミステリーの舞台裏への招待状〜」（2016年1月9日、NHK BSプレミアム）[72]

### CM
- ライオン「ホワイト＆ホワイト」※父・尾上菊五郎、母・富司純子、弟・尾上菊之助と共演
- ロート製薬「ロートV40」
- わかもと製薬「強力わかもと」 ※母・富司純子と共演
- ハウス食品「プライムカレー」 ※弟・尾上菊之助と共演
- DHC
- 三菱UFJニコス「MUFGカード」プラチナ（2011年 - ）
  - 『ワイナリーにて』篇、『動き出す東北へ』篇　※山崎一と共演
  - 『母と娘の女子会』篇　※母・富司純子と共演
- サントリーフーズ「ボス レインボーマウンテンブレンド」『医師編』（2012年）
- 東京ガス「『家族の絆』シリーズ」『母のチーズケーキ篇』（2019年 - ）
- キリンビール「ホワイトホース ファインオールド/12年」『仲間と美味いほーっす篇』（2022年 - ）
- ホーユー「ビゲン 泡クリームカラー」『第3の白髪染め篇』（2023年 - ）

### テレビその他
- 情熱大陸（2004年3月7日・2023年10月8日、毎日放送）
- 寺島しのぶと眞秀君 奮闘記（BS日テレ）
  - はらはらドキドキ！寺島しのぶと4歳眞秀君奮闘記！〜僕、歌舞伎に挑戦します〜（2017年5月14日）
  - 寺島しのぶと眞秀君 奮闘記・2018〜母と息子の成長物語〜（2018年7月14日）
  - 寺島しのぶと眞秀君 奮闘記・2019〜舞台に稽古に大忙し〜（2019年10月13日）
  - 寺島しのぶと眞秀君 奮闘記・2021〜ただいま9歳 好奇心のかたまりだ〜（2021年10月16日）
- 徹子の部屋（テレビ朝日）
  - 2017年5月5日、2022年11月3日 - 長男・寺嶋眞秀と共に「寺島しのぶ＆寺嶋眞秀親子」として出演
  - 徹子の部屋 45周年突入SP（2020年4月2日、テレビ朝日）
- サワコの朝（2019年4月6日放送、毎日放送・TBSテレビ） - 長男・寺嶋眞秀と出演
- 第74回NHK紅白歌合戦（2023年12月31日〈予定〉、NHK総合・ラジオ第1） - ゲスト審査員[73]

## 書籍
- 『体内時計』主婦と生活社、2003年12月 ISBN 978-4-391-12884-0
  - 『体内時計+』ポプラ文庫、2008年10月 ISBN 978-4-591-10544-3
- 『柳美里対談集 沈黙より軽い言葉を発するなかれ』創出版、2012年8月 ISBN 978-4-904795-19-4